# Arianna De Masi
Arianna De Masi (* 2. Juni 1999 in Castel San Giovanni) ist eine italienische Leichtathletin, die sich auf den Sprint spezialisiert hat.

## Sportliche Laufbahn
Erste internationale Erfahrungen sammelte Arianna De Masi beim Europäischen Olympischen Jugendfestival (EYOF) 2015 in Tiflis, bei dem sie mit 12,39 s in der ersten Runde im 100-Meter-Lauf ausschied und mit der italienischen 4-mal-100-Meter-Staffel mit 48,85 s den Finaleinzug verpasste. Bei den World Athletics Relays 2024 auf den Bahamas sicherte sie der 4-mal-100-Meter-Staffel in 42,60 s einen Startplatz bei den Olympischen Sommerspielen in Paris. Im Juni schied sie bei den Europameisterschaften in Rom mit 43,27 s im Vorlauf aus und im August verpasste sie bei den Olympischen Spielen mit 43,03 s ebenfalls den Finaleinzug. Im Jahr darauf schied sie bei den Halleneuropameisterschaften in Apeldoorn mit 7,31 s in der ersten Runde im 60-Meter-Lauf aus.

## Persönliche Bestleistungen
- 100 Meter: 11,26 s (+1,1 m/s), 18. Mai 2024 in Rom
  - 60 Meter (Halle): 7,30 s, 23. Februar 2025 in Ancona
- 200 Meter: 23,27 s (+0,7 m/s), 30. Juni 2024 in La Spezia